# Cypriotisch voetbalkampioenschap 2004/05
In 2004/05 werd het 67e Cypriotische voetbalkampioenschap gespeeld. Anorthosis Famagusta won de competitie voor 12e keer.

## Stadions
| Team         | Stadium                     |
| ------------ | --------------------------- |
| AEK          | GSZ Stadium                 |
| AEL          | Tsirion Stadium             |
| AEP          | Pafiako Stadium             |
| Alki         | GSZ Stadium                 |
| Anorthosis   | Antonis Papadopoulosstadion |
| APOEL        | GSP Stadium                 |
| Apollon      | Tsirion Stadium             |
| Aris         | Tsirion Stadium             |
| Digenis      | Makariostadion              |
| Ethnikos     | Dasaki Stadium              |
| ENP          | Paralimni Stadium           |
| Nea Salamina | Antonis Papadopoulosstadion |
| Olympiakos   | GSP Stadion                 |
| Omonia       | GSP Stadion                 |

## Stand
| Pos | Team                     | Wed | W  | G  | V  | Ptn | DV | DT | +/− | Kwalificatie of degradatie                                         |
| --- | ------------------------ | --- | -- | -- | -- | --- | -- | -- | --- | ------------------------------------------------------------------ |
| 1   | Anorthosis Famagusta (C) | 25  | 19 | 5  | 1  | 62  | 64 | 23 | +41 | Gekwalificeerd voor Eerste voorronde UEFA Champions League 2005/06 |
| 2   | APOEL                    | 26  | 17 | 7  | 2  | 58  | 56 | 21 | +35 | Gekwalificeerd voor Eerste voorronde UEFA Cup 2005/06              |
| 3   | Omonia                   | 26  | 13 | 8  | 5  | 47  | 47 | 29 | +18 | Gekwalificeerd voor Eerste voorronde UEFA Cup 2005/06              |
| 4   | Olympiakos Nicosia       | 26  | 11 | 6  | 9  | 39  | 36 | 38 | −2  | Gekwalificeerd voor Eerste ronde UEFA Intertoto Cup 2005           |
| 5   | Digenis Morphou          | 26  | 10 | 6  | 10 | 36  | 36 | 31 | +5  |                                                                    |
| 6   | Nea Salamina             | 26  | 11 | 3  | 12 | 36  | 36 | 40 | −4  |                                                                    |
| 7   | Apollon Limassol         | 25  | 10 | 5  | 10 | 35  | 43 | 35 | +8  |                                                                    |
| 8   | Enosis Neon Paralimni    | 26  | 7  | 11 | 8  | 32  | 38 | 39 | −1  |                                                                    |
| 9   | AEK Larnaca              | 26  | 7  | 11 | 8  | 32  | 26 | 34 | −8  |                                                                    |
| 10  | AEL Limassol             | 26  | 8  | 7  | 11 | 31  | 36 | 38 | −2  |                                                                    |
| 11  | Ethnikos Achna           | 26  | 8  | 6  | 12 | 30  | 31 | 40 | −9  |                                                                    |
| 12  | AEP Paphos (R)           | 26  | 8  | 5  | 13 | 29  | 38 | 52 | −14 | Degradatie naar B' Kategoria 2005/06                               |
| 13  | Alki Larnaca (R)         | 26  | 8  | 5  | 13 | 29  | 39 | 55 | −16 | Degradatie naar B' Kategoria 2005/06                               |
| 14  | Aris Limassol (R)        | 26  | 1  | 1  | 24 | 4   | 22 | 73 | −51 | Degradatie naar B' Kategoria 2005/06                               |

## Resultaten
| Thuis \ Uit  | AEK | AEL | AEP | ALK | ANR | APN | APL | ARS | DGN | ETH | ENP | NSL | OLM | OMN |
| ------------ | --- | --- | --- | --- | --- | --- | --- | --- | --- | --- | --- | --- | --- | --- |
| AEK          |     | 0–5 | 2–1 | 0–2 | 0–0 | 2–1 | 0–0 | 2–0 | 1–1 | 2–0 | 1–1 | 1–0 | 0–0 | 1–1 |
| AEL          | 1–1 |     | 0–0 | 2–2 | 3–1 | 1–1 | 1–4 | 2–1 | 0–1 | 0–2 | 2–2 | 2–1 | 2–3 | 2–2 |
| AEP          | 1–1 | 3–2 |     | 3–2 | 2–3 | 0–3 | 1–3 | 2–1 | 3–1 | 1–0 | 2–2 | 0–2 | 1–2 | 3–4 |
| Alki         | 3–1 | 0–0 | 3–1 |     | 0–4 | 0–1 | 6–1 | 3–2 | 1–2 | 0–1 | 2–0 | 3–0 | 2–3 | 3–3 |
| Anorthosis   | 3–1 | 2–0 | 2–1 | 7–2 |     | 1–1 |     | 2–0 | 0–0 | 3–0 | 3–2 | 4–2 | 5–0 | 2–0 |
| APOEL        | 2–0 | 5–0 | 3–0 | 5–1 | 2–3 |     | 4–2 | 1–0 | 2–1 | 1–1 | 2–1 | 2–0 | 4–0 | 3–1 |
| Apollon      | 1–2 | 0–3 | 0–2 | 5–0 | 0–1 | 0–0 |     | 4–1 | 1–2 | 6–0 | 4–1 | 2–3 | 1–0 | 1–1 |
| Aris         | 0–1 | 0–3 | 0–3 | 2–0 | 1–4 | 0–3 | 1–2 |     | 1–4 | 2–3 | 1–1 | 2–3 | 1–5 | 1–6 |
| Digenis      | 3–3 | 0–2 | 2–1 | 6–2 | 1–3 | 1–1 | 0–1 | 2–0 |     | 1–1 | 1–0 | 1–1 | 0–1 | 0–1 |
| Ethnikos     | 3–2 | 0–1 | 1–2 | 2–0 | 1–3 | 0–1 | 0–0 | 5–2 | 1–2 |     | 0–1 | 3–0 | 1–0 | 0–0 |
| ENP          | 1–1 | 2–0 | 2–2 | 1–1 | 1–1 | 3–3 | 2–3 | 2–1 | 1–0 | 3–2 |     | 2–1 | 2–2 | 3–0 |
| Nea Salamina | 2–0 | 1–0 | 2–1 | 0–0 | 0–2 | 1–2 | 1–1 | 4–1 | 0–4 | 4–1 | 3–2 |     | 2–1 | 0–1 |
| Olympiakos   | 2–1 | 2–1 | 2–2 | 0–1 | 1–1 | 1–2 | 2–1 | 2–0 | 2–0 | 2–2 | 0–0 | 1–3 |     | 2–0 |
| Omonia       | 0–0 | 2–1 | 7–0 | 3–0 | 2–4 | 1–1 | 1–0 | 4–1 | 1–0 | 1–1 | 1–0 | 1–0 | 3–0 |     |

## Topscores
| # | Speler       | Club             | Doelpunten |
| - | ------------ | ---------------- | ---------- |
| 1 | Łukasz Sosin | Apollon Limassol | 21         |

## Kampioen
| 2004/05                                   |
| Cyprus                                    |
| ----------------------------------------- |
| Anorthosis Famagusta Kampioen (12° titel) |

1934/35 · 1935/36 · 1936/37 · 1937/38 · 1938/39 · 1939/40 · 1940/41 · 1941/42 · 1942/43 · 1943/44 ·  1944/45 · 1945/46 · 1946/47 · 1947/48 · 1948/49 · 1949/50 · 1950/51 · 1951/52 · 1952/53 · 1953/54 · 1954/55 · 1955/56 · 1956/57 · 1957/58 · 1958/59 ·  1959/60 · 1960/61 · 1961/62 · 1962/63 · 1963/64 · 1964/65 · 1965/66 · 1966/67 · 1967/68 · 1968/69 · 1969/70 · 1970/71 · 1971/72 · 1972/73 · 1973/74 · 1974/75 · 1975/76 · 1976/77 · 1977/78 · 1978/79 · 1979/80 · 1980/81 · 1981/82 · 1982/83 · 1983/84 · 1984/85 · 1985/86 · 1986/87 · 1987/88 · 1988/89 · 1989/90 · 1990/91 · 1991/92 · 1992/93 · 1993/94 · 1994/95 · 1995/96 · 1996/97 · 1997/98 · 1998/99 · 1999/00 · 2000/01 · 2001/02 · 2002/03 · 2003/04 · 2004/05 · 2005/06 · 2006/07 · 2007/08 · 2008/09 · 2009/10 · 2010/11 · 2011/12 · 2012/13 · 2013/14 · 2014/15 · 2015/16 · 2016/17 · 2017/18 · 2018/19 · 2019/20 · 2020/21 · 2021/22